# Kimberly Beck
Kimberly Beck (Glendale, 9 januari 1956) is een Amerikaans actrice en voormalig kindster.
Beck is de dochter van actrice Cindy Robbins, die net vier dagen negentien jaar was toen ze beviel. Op 2-jarige leeftijd speelde ze de dochter van acteur Glenn Ford in de film Torpedo Run (1958). Vanaf 1964 acteerde ze fulltime. In dat jaar kreeg ze een kleine rol in Alfred Hitchcocks Marnie.
Na een gastrol in de sitcom The Munsters, kreeg Beck in 1965 de rol van Kim Schuster in de soapserie Peyton Place. Ze speelde in dat jaar de rol van een doofstom meisje. Hierna maakte ze voornamelijk gastverschijningen in televisieseries als The Men from Shiloh, I Dream of Jeannie, Land of the Giants, My Three Sons, Bonanza en The Brady Bunch. Ook speelde ze in 1968 een van de dochters van Lucille Ball en Henry Fonda in de jeugdfilm Yours, Mine and Ours.
In 1974 kreeg Beck een bijrol in de kortlopende dramaserie Lucas Tanner en speelde ze in 1975 een rol in de serie Westwind. In hetzelfde jaar kreeg ze de rol van Samantha Livingston in General Hospital. Ze werd in hetzelfde jaar vervangen door actrice Marla Pennington. Twee jaar later speelde ze Nancy Badford in de pilotaflevering van Eight is Enough. Toen de serie opgepakt werd door een netwerk, werd ze vervangen door Dianne Kay. Tevens speelde ze in het 1978-1979 seizoen van Fantasy Island.
Beck speelde in de jaren 70 in tienerfilms als Massacre at Central High (1976) en Roller Boogie (1979). Ze werd in 1982 een origineel castlid van de soapserie Capitol. Ze werd hierin herenigd met Ed Nelson, tegenover wie ze ook te zien was in Peyton Place.
Ze stapte uit de serie toen ze een hoofdrol kreeg in de horrorfilm Friday the 13th: The Final Chapter (1984). Twee jaar later kreeg ze een terugkerende rol in Dynasty. Hierna speelde Beck voornamelijk bijrollen in verschillende films. Zo was ze tegenover goede vriend Rosanna Arquette te zien in The Big Blue (1988).

## Filmografie
- Biblioteca Nacional de España: XX949978
- Bibliothèque nationale de France: cb140226279 (data)
- International Standard Name Identifier: 0000 0000 7827 9524
- Library of Congress Control Number: no2006070869
- SNAC: w6x42fms
- Virtual International Authority File: 24800428
- WorldCat: E39PBJc3PDJ9qKRbk8M8KV4wmd